# とんぶり

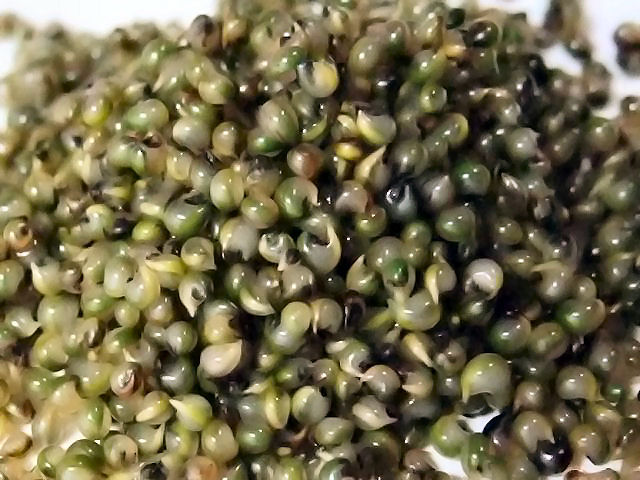
とんぶり

とんぶりは、アカザ科ホウキギ属の一年草であるホウキギ（学名：Bassia scoparia〈シノニム: Kochia scoparia〉ホウキソウ、ホウキグサ）の成熟果実を加熱加工した、日本の食品。
淡い緑色をした直径1 - 2ミリメートル程度の粒状で、味は無味無臭だが、プチプチとした歯触りを楽しむ食材として使われることが多く、「畑のキャビア」「陸のカズノコ」とも呼ばれる。加工が難しいことなどから、秋田県大館市のみで栽培・生産が続いている。「大館とんぶり」は2017年（平成29年）に地理的表示（GI）制度の保護対象となり、2025年（令和7年）には「大館のとんぶり製造技術」が国の無形民俗文化財に登録された。

## 呼称
「とんぶり」の名称の由来については諸説あるが、唐から伝来した「ぶりこ」（ハタハタの卵）からついた呼び名「とうぶりこ」が転訛したものとする説が有力である。

## 歴史
ホウキギの原産地は中国大陸、南アジア、ヨーロッパであり、日本へは平安時代に中国から薬用植物として渡来したとされる。その成熟果実は漢方医学で地膚子（日本語読み：ぢぶし、じふし）と呼ばれ、主に利尿と強壮を薬効とする生薬として扱われた。とんぶりも、スコパリアノシド (scoparianoside) 類とコチアノシド (kochianoside) 類に、小腸でのグルコースの吸収抑制等による血糖値上昇抑制活性が認められた。
ホウキギはホウキに加工するためにも日本各地で栽培されていたが、次第に衰退した。
秋田県大館市の周辺地域では江戸時代からホウキギの果実を食用とする習慣があり、現代までその文化は続いている。もっぱら各農家で自家消費用に製造して食していたと考えられているが、1973年（昭和48年）、冬場の出稼ぎを減らすためもあって当時の比内町で大館市にとんぶり加工場が作られたことで、商品として安定した出荷が行われるようになった。当初は地方色の強い食材であり、秋田県など東北地方で食べられてきたが、真空パック品が製造されるようになって、流通が拡大されたことで入手も容易になり、大館のとんぶりは日本全国的に周知されるようになった。
ピークの1988年（昭和63年）には、生産量は418トン、生産農家は138戸あったが、以降は減少し、2018年（平成30年）時点では生産量は54トン、生産農家は7戸だった。さらに2023年度（令和5年度）には生産農家は5戸まで減少。同年度は天候の影響もあり、生産量は20トン余りまたは約7トンに落ち込んだ。生産者減少への対策として、大館とんぶり生産組合は旧比内町以外の農家への栽培技術指導を解禁し、2024年度（令和6年度）には地域外で新規に2戸が栽培を開始。生産量は約40トンに回復した。
タレントのふかわりょうはとんぶりが好きでPRソングを自作し、あきた北農業協同組合（JAあきた北）から「とんぶり応援大使」に任命され、ホウキギ収穫で現地を訪れている。

## 生産
大館市の中でも旧比内町でのとんぶり生産量が多い。他地域産のとんぶりが市場で流通しているという情報はなく、流通しているものはすべて大館市産と考えられている。
比内地域は山に囲まれた地形であり、風によって成熟したホウキギ果実が落ちることが防げることと、豊富な湧き水に恵まれているため、とんぶりの加工に必要な水を確保できることが、この地域にとんぶり生産、加工の文化が根付いた要因である。また、比内地区の多くはコメ農家であるため、冬期の収入減を補うため、とんぶりの生産を始めたという経緯もある。
とんぶりの生産方法は以下の通り。
1. 4月下旬からホウキギの種まきを行い、定植や開花を経て、9月から10月上旬に成熟した実を収穫する。
2. 1週間ほど天日や乾燥機で乾燥させる。
3. 乾燥した実を釜で30分ほど煮て、24時間湯温でふやかす。
4. 実を揉んで果皮（外皮）を取り除き、汲み上げた地下水で5～6回水洗いする。
5. 薄皮を剥いて水洗いを十数回、水に濁りが出なくなるまで繰り返すと、とんぶりの緑色が現れる。
6. 石の重しを8時間載せて水気を抜く。

門外不出としてきた製法の多くは、上記のように新規参入を促すため公開したが、皮むき器だけは見学・視察でも非公開を守っている。

## 食べ方
さっと熱湯にくぐらせてから、酢の物、酢味噌和え、粘りのある食材（納豆・ナメコ・とろろなど）と合わせて食べる。
ご飯や豆腐に乗せて食したり、細く切ったキュウリやツナと混ぜて食されることが多い。他にもパスタ料理に使用されるなど、料理のジャンルを問わずに利用されている。

## 栄養価
栄養素はカロテンが可食部100グラム中に800ミリグラム含まれ、鉄、マグネシウム、ビタミンB群、ビタミンK、葉酸、食物繊維も多く含まれている。